# シャンティ (歌手)
シャンティ（ハングル: 샨티、2002年12月15日 - ）は、フィリピンの歌手、女優。韓国の女性アイドルグループ・Lapillusのメンバー。

## 経歴

### 2002年 - 2017年
2002年12月15日にフィリピンのマニラで生誕。父はアルゼンチン人、母はフィリピン人であり、8人兄弟の5番目で、兄が4人、妹が3人いる。彼女が生まれて間もなく、一家はアルゼンチンのメンドーサに引っ越したが、その後フィリピンに戻り、モデルと女優の活動を始めた。

### 2018年 - 2020年
2018年3月23日、Star Magic Batch 2018の一人として紹介された。Spirits: Reawakenのギャビー役で役者デビューを果たし、2019年の映画Familia Blondinaで主役を務め、大きなスクリーンデビューとなった。また、ABS-CBNのテレビドラマHiwaga ng Kambatとスターラでも主演を務めた。

### 2021年 - 現在
コリアタイムスの取材で、父親の友人が韓国でK-POPガール・グループのメンバーにならないかと言い、K-POPと韓国ドラマに興味があったため受け入れたと回想している。その後、MLDエンターテインメントで8か月間のトレーニングを受け、2022年5月25日にLapillusのメンバーとして紹介された。同年6月20日に『HIT YA!』をリリースしデビュー。
フィリピンでは、GMA Networkに移籍し、2022年11月11日にSparkleと独占契約を結んだ。

## フィルモグラフィ

### 映画
| 年   | タイトル         | 役      | 脚注  |
| ---- | ---------------- | ------- | ----- |
| 2019 | Familia Blondina | Cameron | [ 7 ] |

### テレビシリーズ
| 年   | タイトル                          | 役                      | 放送網      | 脚注   |
| ---- | --------------------------------- | ----------------------- | ----------- | ------ |
| 2018 | Spirits: Reawaken                 | ギャビー                | iWant       | [ 6 ]  |
| 2019 | Hiwaga ng Kambat                  | Lorraine Maniquis       | ABS-CBN     | [ 16 ] |
| 2019 | スターラ                          | Lena Batumbakal         | ABS-CBN     | [ 17 ] |
| 2020 | I Got You                         | Iya                     | TV5         | [ 18 ] |
| 2022 | Running Man Philippines           | Guest Runner (season 1) | GMA Network |        |
| 2024 | Pepito Manaloto: Tuloy Ang Kwento | Candy                   | GMA Network |        |
| 2024 | Maka                              | Chanty Villanueva       | GMA Network |        |